# Regolit

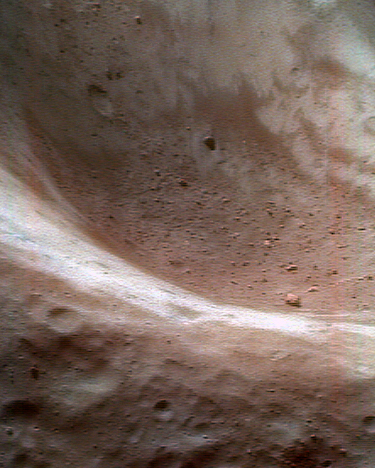
A 433 Eros kisbolygó felszíne

A regolit egyes szilárd kérgű égitesteken a felszíni kőzetekre változó arányban ható fizikai aprózódás, kémiai mállás, illetve a Földön még a biológiai folyamatok által létrehozott, vagy jelenleg is képződő törmelékes kőzetréteg (összlet). A regolitfajták jelentős része – főleg a mállási-aprózódási folyamatok következtében – laza szerkezetű, ugyanakkor cementáló vagy más hatásra kialakulhatnak ún. keményfelszínek is. Maga a talaj, illetve őskori talajok (paleotalajok) is a regolitréteghez tartoznak. Önmagában a felszínt borító regolitról leginkább akkor beszélünk, ha a regolitréteg nem talajosodott, illetve ha a regolitképző folyamatok a regolitréteget folyamatosan vastagítják. A Föld esetében pl. Ausztrália jelentős területein több tíz méter vastag regolitréteg van. Más szilárd égitesteken, pl. a Holdon is, tipikusan regolit borítja a felszínt.
A regolit összetétele rendkívül változatos lehet, ezt alapvetően a kiindulási kőzet határozza meg, de a folyamatoknak – különösen a kémiai és a biológiai folyamatoknak – nagy szerepe van abban, hogy egy adott helyen milyen az ásványos összetétel és az esetleges szervesanyag-tartalom. A regolitrétegnek függőleges irányban jellemzően határozott szerkezete van, amely a kialakító folyamatoktól függ. Ez a szerkezet azonban idővel megváltozhat, ahogy időnként vagy rendszeresen más folyamatok hatnak rá (bio- vagy krioturbáció, törmelékkúszás vagy -folyás, csuszamlások).

## A szó eredete
- A görög "rhegosz" (takaró) és "lithosz" (kő) szavakból ered.

## Más égitestek felszíni kőzettörmeléke
Más égitestek (Hold, Mars, Vénusz, Titán stb.) felszínének jelentős részét gyakran borítja regolit. A földi regolitréteggel szemben az égitesteknél fontos különbség, hogy a mai tudásunk szerint ezekben a felszíni takarókban nincsen élővilág, bár a Marson esetleg még találhatnak az űrszondák sajátos ősi élőlényeket a legegyszerűbb sejt szintjén. A légkör nélküli égitesteken elsősorban kozmikus hatások, becsapódás, hőmérsékleti változások nyomán történő aprózódás alakítja ki a regolitot. A légkörrel rendelkező Marson a szél is erőteljesen formálja a felszínt, szállítja a törmelékes anyagokat, és csuszamlások is előfordulnak.
A kisbolygók becsapódásokkal szaggatott felszínéről a Földre jutó meteoritok mutatják, hogy milyen átalakulásokat szenved el a felszíni réteg a kisebb méretű égitesteken. Tanulságos, hogy vizes átalakulás hatását többféle meteorit is mutatja. Ez a hatás valószínűleg a Naprendszer korai időszakában alakította át a kisbolygóöv külső részén található kis égitestek külső anyagát. Leggyakrabban a szenes kondritok között találunk ilyeneket.[forrás?]

## A Holdon

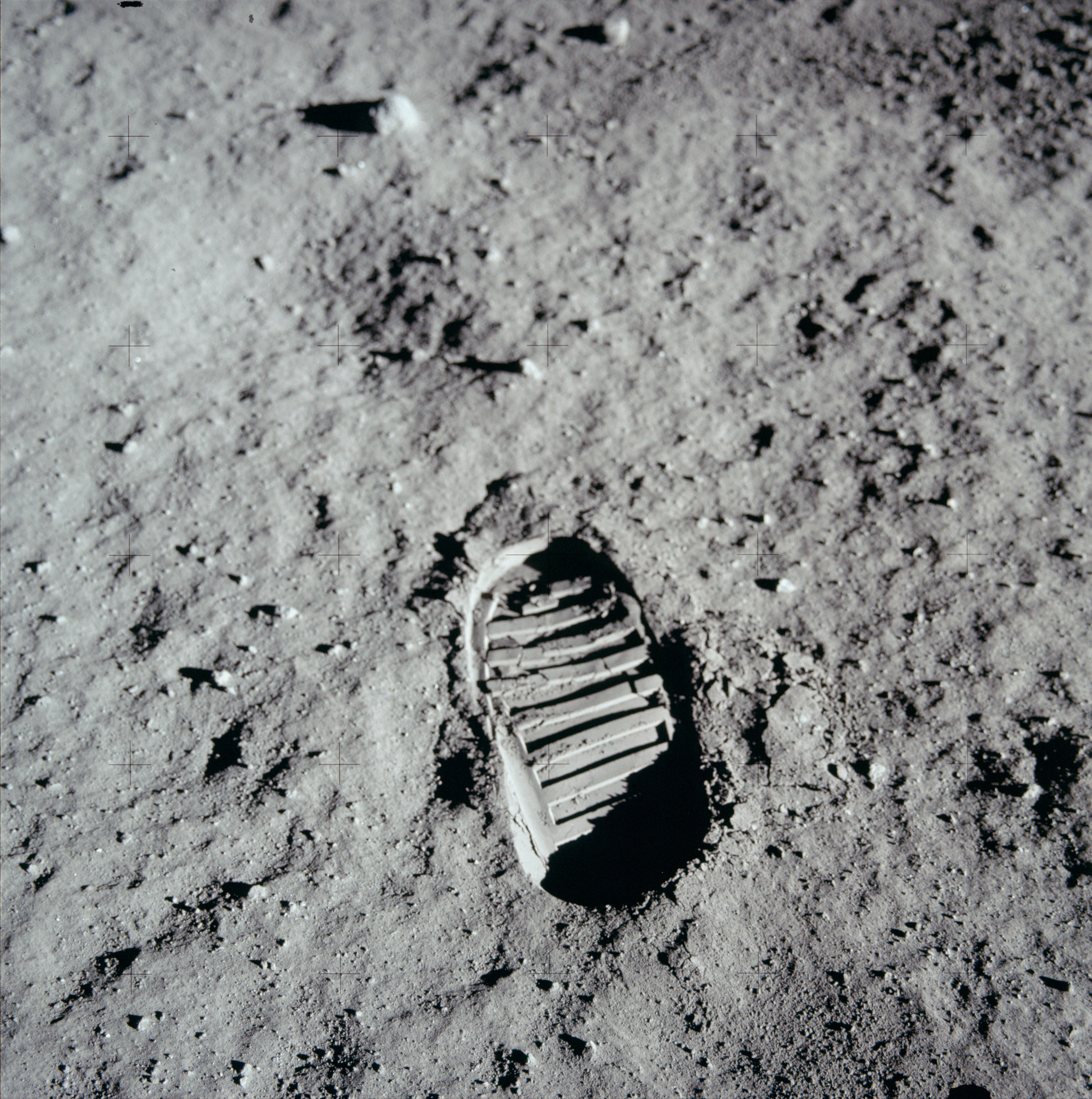
Az Apollo 11 által készített híres felvételen kivehető a finom porszerű szerkezete

A Holdnak majdnem a teljes felszínét regolit borítja.

## Lásd még
- Talaj
- Homok

## Külső hivatkozások
- Cooperative Research Centre for Landscape, Environments, and Mineral Exploration
- The Regolith Glossary: Surficial Geology, Soils and Landscapes, Richard A Eggleton, Editor